# مارتن كينيدي (لاعب دوري الرغبي)
مارتن كينيدي (بالإنجليزية: Martin Kennedy)‏ هو لاعب دوري الرغبي أسترالي، ولد في 20 فبراير 1989 في ليزمور في أستراليا.